# Mathias Norsgaard
Mathias Norsgaard Jørgensen (Silkeborg, 5 mei 1997) is een Deens wielrenner die anno 2022 rijdt voor Movistar Team. Zijn jongere zus Emma is ook wielrenner.

## Carrière
Als junior won Norsgaard onder meer twee etappee in de Coupe du Président de la Ville de Grudziądz, één in de Ronde van Abitibi en één in Aubel-Thimister-La Gleize. In de Sint-Martinusprijs Kontich in 2015 won hij, samen met zijn teamgenoten, de openingsploegentijdrit. Datzelfde jaar werd hij, achter Anthon Charmig, tweede op het nationale kampioenschap tijdrijden en zevende in de door Felix Gall gewonnen wegwedstrijd op het wereldkampioenschap.
In mei 2017 werd Norsgaard, achter Kasper Asgreen en Mikkel Bjerg, derde op het nationale kampioenschap tijdrijden voor beloften. Later dat jaar werd hij op het wereldkampioenschap zestiende in diezelfde discipline. Samen met Bjerg werd hij een week later tweede in de Duo Normand. In de Chrono des Nations voor beloften was Norsgaard ruim een halve minuut sneller dan de nummer twee Christoffer Lisson.
In 2022 reed Norsgaard met de Ronde van Spanje zijn eerste grote ronde. Door een besmetting met COVID-19 zou de Deen deze koers niet uitrijden.

## Overwinningen
2014
1e etappe deel B Coupe du Président de la Ville de Grudziądz
2e etappe Ronde van Abitibi
2015
3e etappe Coupe du Président de la Ville de Grudziądz
1e etappe Sint-Martinusprijs Kontich (ploegentijdrit)
1e etappe Aubel-Thimister-La Gleize
2017
Chrono des Nations, Beloften
2018
 Deens kampioen tijdrijden, Beloften
Chrono des Nations, Beloften
2019
1e etappe Ronde van de Toekomst
Duo Normand (met Rasmus Quaade)
2022
 Deens kampioen tijdrijden, Elite
2023
GP Herning

## Resultaten in voornaamste wedstrijden
| Jaar | Ronde van Italië | Ronde van Frankrijk | Ronde van Spanje |
| ---- | ---------------- | ------------------- | ---------------- |
| 2019 |                  |                     |                  |
| 2020 |                  |                     |                  |
| 2021 |                  |                     |                  |
| 2022 |                  |                     | opgave           |
| 2023 |                  |                     |                  |
| 2024 |                  |                     |                  |
| 2025 |                  |                     |                  |

| Jaar | Milaan-San Remo | Gent-Wevelgem | Ronde van Vlaanderen | Parijs-Roubaix | Luik-Bast.‑Luik | Dwars door Vlaanderen | Parijs-Tours |
| ---- | --------------- | ------------- | -------------------- | -------------- | --------------- | --------------------- | ------------ |
| 2019 |                 |               |                      |                |                 |                       | 49e          |
| 2020 |                 |               |                      |                |                 |                       |              |
| 2021 | 125e            |               | 45e                  | 86e            |                 | 80e                   |              |
| 2022 |                 | opgave        | 57e                  | 29e            |                 | 80e                   |              |
| 2023 |                 | opgave        | 57e                  | 65e            |                 | 46e                   |              |
| 2024 |                 | 76e           |                      | 69e            |                 | 9e                    |              |
| 2025 |                 |               | 85e                  | opgave         | opgave          | 78e                   |              |

## Ploegen
- 2016 –  SEG Racing Academy
- 2017 –  Team Giant-Castelli
- 2018 –  Riwal CeramicSpeed Cycling Team
- 2019 –  Riwal-Readynez Cycling Team
- 2020 –  Movistar Team
- 2021 –  Movistar Team
- 2022 –  Movistar Team
- 2023 –  Movistar Team
- 2024 –  Movistar Team
- 2025 –  Movistar Team

Ariesen · van den Berg · Biermans · Evensen · Jakobsen · Jiang · de Jong · Klaris · Kooistra · Maddux · Norsgaard · Ovett · Schultz · Detant (stagiair)
Clausen · Djurhuus · Gregaard · Haslund · Jørgensen · Kron · Lander · Mørch · Mørkøv · Mortensen · Norsgaard · Siggaard · Sørensen · Stokbro · Vinther
Alba · Arcas · Betancur (tot 31/08) · Carretero · Cataldo · Cullaigh · Elosegui · Erviti · Hollmann · Jacobs · Jorgenson · E. Mas · L. Mas · Mora · Norsgaard · Oliveira · Pedrero · Prades · Roelandts · Rojas · Rubio · Samitier · Sepúlveda · Soler · Torres · Valverde · Verona · Villella
Alba · Arcas · Carretero · Cataldo · Cullaigh · Elosegui · Erviti · García · González ·  Hollmann · Jacobs · Jorgenson · López (tot 1/10) · E. Mas · L. Mas · Mora · Mühlberger · Norsgaard · Oliveira · Pedrero · Rojas · Rubio · Samitier · Serrano · Soler · Torres · Valverde · Verona · Villella
Aranburu · Arcas · Barta · Elosegui · Erviti · García · González · Hollmann · Izagirre · Jacobs · Jorgenson · Kanter · Lazkano · E. Mas · L. Mas · Mühlberger · Norsgaard · Oliveira · Pedrero · Rangel Costa · Rodríguez · Rojas · Rubio · Samitier · Serrano · Sosa · Torres · Valverde · Verona
Aranburu · Arcas · Barta · Erviti · García · Gaviria · González · Guerreiro · Hollmann · Izagirre · Jacobs · Jorgenson · Kanter · Lazkano · E. Mas · L. Mas · Mühlberger · Norsgaard · Oliveira · Pedrero · Rangel Costa · Rodríguez · Rojas · Romeo · Rubio · Samitier · Serrano · Sosa · Torres · Verona
Aranburu · Arcas · Barrenetxea · Barta · Canal · Cavagna · Cimolai · Formolo · García · Gaviria · Guerreiro · Jacobs · Lazkano · Mas · Milesi · Moro · Mühlberger · Norsgaard · Oliveira · Pedrero · Quintana · Rangel Costa (tot 19/8) · Romeo · Romo · Rubio · Samitier · Serrano · Sosa · Torres